# 醫院站 (都柏林輕軌)
醫院站（英語：Hospital）是一個位於愛爾蘭都柏林塔拉大學醫院外的都柏林轻轨站，在2004年通車。
都柏林公車路線27、49、54A、56A、65、65B、75、76、76A、76B、77A和210均能到達此站。